# 時の鐘 (さいたま市)

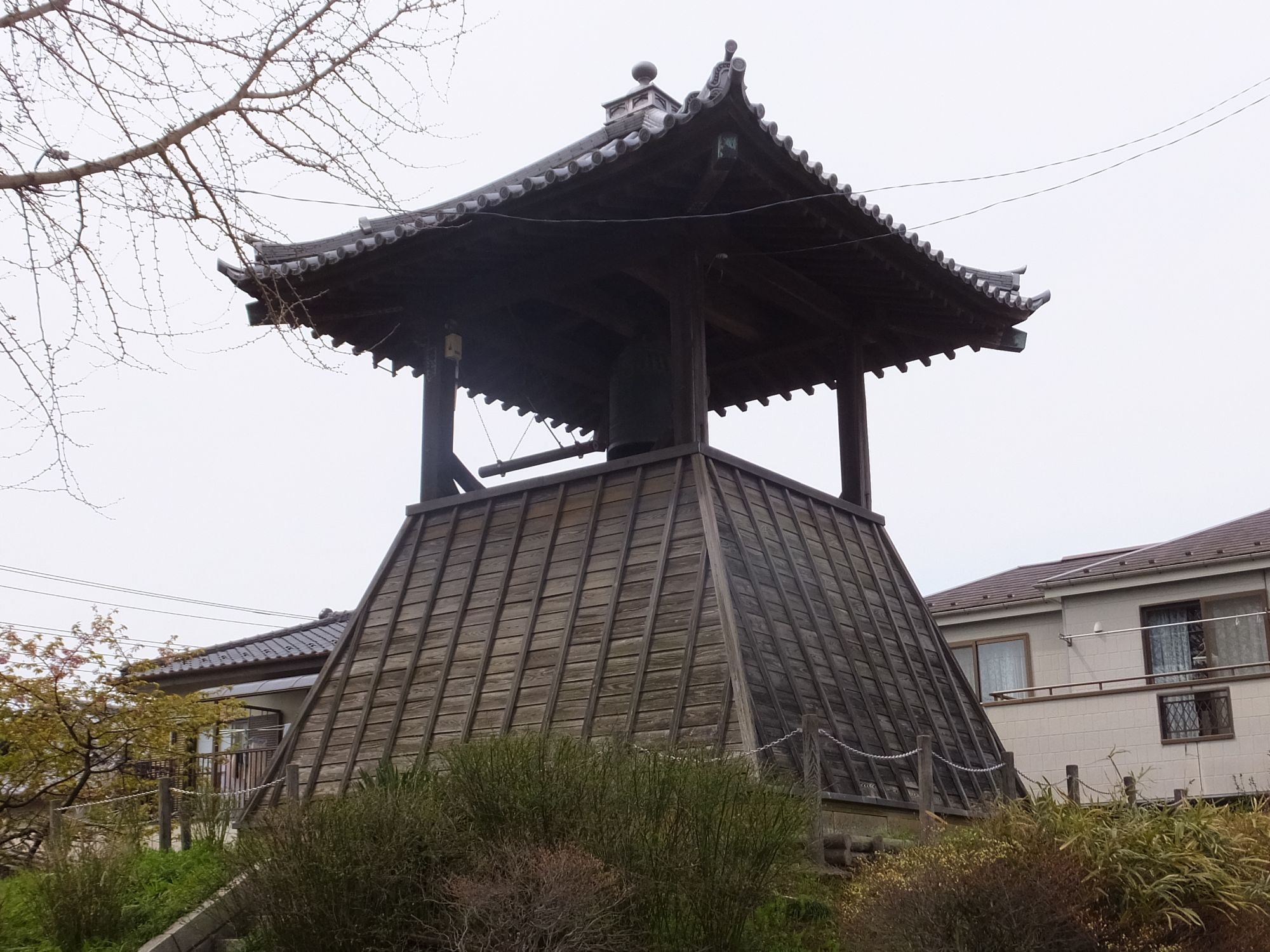
時の鐘

時の鐘（ときのかね）は、埼玉県さいたま市岩槻区本町六丁目にある鐘楼。鐘は、さいたま市指定有形文化財に指定されている。

## 概要
児玉南柯とともに「岩槻に過ぎたるもの」として謳われた。岩槻城の鐘楼として、江戸時代の1671年（寛文11年）に阿部家第4代岩槻藩主・阿部正春が渋江口に置いたのがその始まりである。その後、鐘は1720年（享保5年）に永井家第3代岩槻藩主・永井直陳により改鋳され、また鐘楼は天保年間に焼失した。現在の鐘楼は大岡家第7代岩槻藩主・大岡忠恕の時代に建て替えられたものである。
鐘は1958年（昭和33年）2月21日に岩槻市指定有形文化財になり、岩槻市のさいたま市編入後も継続して有形文化財に指定されている。
江戸時代には1日12回鐘を撞いていたが明治時代に途絶え、大正時代より朝夕6時の鐘として復活した。2011年（平成23年）5月1日からは観光客向けに、約140年ぶりに正午の鐘をも鳴らすようになった。

## 所在地
- 埼玉県さいたま市岩槻区本町六丁目229番1
- 東武野田線岩槻駅から徒歩約10分